# Вегенер, Вольфганг
Вольфганг Вегенер (нем. Wolfgang Wegener; 16 сентября 1875, Штеттин — 29 октября 1956, Целендорф, Берлин) — немецкий военно-морской деятель, вице-адмирал. Получил известность как военный теоретик, автор так называемых тезисов Вегенера.

## Биография
Поступил на службу в кайзеровский флот в 1894 году. В 1897—1899 годах служил на крейсере «Дойчланд». Офицером-артиллеристом служил на крейсере «Блюхер».